# Gmina Kakanj
Gmina Kakanj (boś. Općina Kakanj) – gmina w Bośni i Hercegowinie, w kantonie zenicko-dobojskim. W 2013 roku liczyła 37 441 mieszkańców.